# Подгорное (Черняховский район)
Подгорное (до 1928 — Випенингкен (нем. Wiepeningken), до 1946 — Штаатсхаузен (нем. Staatshausen)) — посёлок в Черняховском районе Калининградской области. 

## Население
| 1815 | 1871 | 1910 | 1933 | 1939 | 2002 | 2010 |
| ---- | ---- | ---- | ---- | ---- | ---- | ---- |
| 313  | ↗709 | ↘518 | →518 | ↗544 | ↘158 | ↘157 |

## История
Населённый пункт Штаатхаузен в 1946 году был переименован в поселок Подгорное.
До 2015 года входил в состав Свободненского сельского поселения.